# Código sangriento
El Código sangriento (en inglés «Bloody Code») es un término que hace referencia al sistema de leyes y castigos vigente en Reino Unido entre 1688 y 1815. Ese nombre no era utilizado en esa época, pero fue dado más tarde, en razón del número creciente de crímenes para los que por entonces se decretaba la pena de muerte, incluso por delitos considerados menores o faltas según los estándares del siglo XXI.

## Historia
En 1688, había 50 delitos en el libro de estatutos punibles con la muerte, pero ese número casi se había cuadriplicado en 1776, y llegó a 220 a fines de siglo. La mayoría de las nuevas leyes introducidas durante ese período se referían a la defensa de la propiedad, que algunos comentaristas han interpretado como una forma de represión de clase de los pobres por parte de los ricos. George Savile, primer marqués de Halifax, expresó una visión contemporánea cuando dijo que "los hombres no son ahorcados por robar caballos, pero que los caballos no pueden ser robados". El hurto mayor fue uno de los delitos que conllevó la pena de muerte; se definió como el robo de bienes que valían más de 12 peniques, aproximadamente una vigésima parte del salario semanal de un trabajador calificado en ese momento. A medida que avanzaba el siglo XVIII, los jurados a menudo subestimaban deliberadamente el valor de los bienes robados para evitar una sentencia de muerte obligatoria. A medida que el siglo XVIII se acercaba a su fin, los legisladores buscaron un castigo menos severo que aún pudiera disuadir a los posibles infractores; el transporte penal con un término de servidumbre por contrato se convirtió en el castigo más común. Esta tendencia fue continuada por la Ley de Transporte de 1717 (16 Geo. 3 c.43), que reglamentó y subsidió la práctica, hasta que su uso fue suspendido por la Ley de Derecho Penal de 1776. Con las Colonias Americanas ya en rebelión activa, el parlamento reclamó que su continuación "se ve acompañada de varios inconvenientes, particularmente al privar a este reino de muchos súbditos cuyo trabajo podría ser útil para la comunidad y que, con el debido cuidado y corrección, podrían ser rescatados de su mal camino". Esta ley se conocería como la Ley de trabajos forzados y la Ley Hulks, tanto por su propósito como por su resultado. Con la eliminación de la importante alternativa de transporte a la pena de muerte, ello impulsaría en parte el uso de las cárceles como castigo y el inicio de programas de construcción de prisiones. En 1785, Australia se consideraría un lugar adecuadamente desolado para transportar convictos, y el transporte se reanudaría, ahora a una colonia penal específicamente planificada, con la partida de la Primera Flota en 1787. Se ha estimado que más de un tercio de todos los criminales condenados entre 1788 y 1867 fueron transportados a Australia, incluida la Tierra de Van Diemen (ahora Tasmania). Algunos delincuentes podían escapar del transporte si aceptaban unirse al ejército. El jurista William Blackstone dijo sobre el Código Sangriento: 

Es una triste verdad, que entre la variedad de acciones que los hombres están expuestos a cometer diariamente, no menos de ciento sesenta han sido declaradas por ley del Parlamento como delitos sin el beneficio del clero; o, en otras palabras, ser digno de una muerte instantánea.

## Algunas ofensas punibles
- Asesinato
- Incendio intencional
- Falsificación
- Talar árboles
- Robar caballos u ovejas
- Destruir peajes en una carretera
- Robar de una madriguera de conejos
- Carteristas que roban por el valor de un chelín (aproximadamente £ 30 hoy)
- Salir de noche con la cara ennegrecida
- Ser una madre soltera que oculta un niño nacido muerto
- Robar de un naufragio
- Arruinar un estanque de peces[5][6]

## Aplicación del Código sangriento
Los documentos de 1,4 millones de juicios penales incluyen 900.000 sentencias de prisión, 97.000 transportes y 10.300 ejecuciones, incluido un niño de 14 años.
- En 1874, John Walker fue sentenciado a siete años de "servidumbre penal" y supervisión policial por robar cebollas.

- En 1791, una mujer de 63 años llamada Sarah Douglas fue transportada a Nueva Gales del Sur (Australia) durante siete años por robar mantelería.

- En 1892, el crimen de "conocer carnalmente a una niña menor de 13 años" llevó a John William Aylward a 14 años de prisión.

- En el siglo XIX, Wiltshire, Hereford y Essex ejecutaron al mayor número de personas, mientras que los tribunales de Yorkshire, Durham y Lancashire fueron los más parcos.